# Abadia de Sankt Gallen
L'abadia de Sankt Galen (en alemany Fürstabtei Sankt Gallen) va ser durant molts segles una de les principals abadies de l'Orde Benedictí a Europa. El cenobi és a la ciutat suïssa de Sankt Gallen. Va ser declarada Patrimoni de la Humanitat per la UNESCO el 1983.

## Història
El monestir va ser fundat l'any 612 i va adoptar el nom de Sant Gal, per un monjo irlandès. Durant el regnat de Pipí el Breu es va fundar la famosa escola de Sant Gal, en la qual les arts, les lletres i les ciències floriren. Sota el govern de l'abat Waldo de Reichenau (740-814) es van copiar nombrosíssims manuscrits, formant així una nodrida biblioteca. Molts monjos irlandesos i saxons es van establir a l'Abadia per dedicar-se a la còpia de manuscrits.
A petició de Carlemany, el Papa Adrià I va enviar des de Roma cantors experts que van propagar el cant gregorià. D'aquesta època han subsistit més de 400 manuscrits.
Al segle xiii, L'abadia i la ciutat principat independent estaven regides pels abats, que van adoptar el títol de Prínceps del Sacre Imperi Romanogermànic.
Sota els auspicis de l'abat Pius (1630-1674) van començar a imprimir llibres a l'abadia. El 1712, L'abadia va patir el saqueig i l'espoli de gran part dels seus tresors, sent portades moltes obres a Zúric i Berna.
En l'actualitat queda poc del monestir medieval original. La major part de les estructures, inclosa la catedral, fou reedificat en un estil tardobarroc.